# Lista de jogos do Games with Gold
Anunciado pela primeira vez durante a E3 2013, o programa Games with Gold oferece jogos gratuitos do Xbox 360 para usuários que adquirem assinaturas no nível Gold para o Xbox Live. O programa foi estendido para o novo console Xbox One um ano depois.
Atualização: No dia 5 de julho de 2022, a Microsoft anunciou o fim da disponibilidade de jogos para Xbox 360 via Games with Gold iniciando a partir de outubro de 2022. No entanto, os jogos permanecerão para download caso o membro do Xbox tenha-o resgatado no período de disponibilidade. Os jogos de Xbox One continuarão a ser oferecidos.

## Xbox 360
Os jogadores com assinaturas ativas no Xbox Live Gold (excluindo assinaturas de teste e fins de semana "Free Gold") podem fazer o download dos jogos durante seus respectivos períodos de disponibilidade. Quando baixado, o jogo pertence ao usuário, mesmo que acabe sua assinatura no Xbox Live Gold. Dois títulos são lançados por mês, com exceção de junho de 2014 (que teve um terceiro jogo lançado junto com o segundo para celebrar o aniversário de um ano do programa), abril de 2015 (que teve o lançamento de quatro jogos, dois em cada metade, para celebrar a marca de 100 milhões de downloads de games do serviço) e dezembro de 2015 (que teve um terceiro jogo lançado ao lado do segundo). O primeiro jogo fica disponível para download gratuito do primeiro dia do mês até o décimo quinto, e depois o segundo estará disponível para download do décimo sexto até o final do mês.
Futuros jogos com lançamentos Gold para Xbox 360 são disponibilizados para o Xbox One através de seu sistema de retrocompatibilidade, que começou em novembro de 2015.
|     | Jogo                                                   | Data de adição          | Data de remoção         | Retrocompatível com o Xbox One | Notas | Ref.                 |
| --- | ------------------------------------------------------ | ----------------------- | ----------------------- | ------------------------------ | --- | -------------------- |
| 1   | Fable III                                              | 10 de junho de 2013     | 30 de junho de 2013     | Yes                            | Não foi oficialmente parte do Games with Gold, mas foi oferecido até o início do programa. Substituído por Joy Ride Turbo no Japão. | [ 2 ]                |
| 2   | Defense Grid: The Awakening                            | 1 de julho de 2013      | 15 de julho de 2013     | Yes                            | | [ 3 ] [ 4 ]          |
| 3   | Assassin's Creed II                                    | 16 de julho de 2013     | 31 de julho de 2013     | Yes                            | Substituído por Full House Poker no Japão. | [ 5 ]                |
| 4   | Crackdown                                              | 1 de agosto de 2013     | 15 de agosto de 2013    | Yes                            | Substituído por Shadowrun na Alemanha e Japão. | [ 6 ] [ 7 ]          |
| 5   | Dead Rising 2                                          | 16 de agosto de 2013    | 31 de agosto de 2013    |                                | Também está incluído o título idependente, Dead Rising 2: Case Zero. O título idependente, Dead Rising 2: Case Zero, não estava disponível na África do Sul. Dead Rising 2: Case Zero é retrocompatível com o Xbox One, enquanto Dead Rising 2 não é. Substituído por Lost Planet 2 na Alemanha e Biohazard Code: Veronica no Japão.                                                                                  | [ 6 ] [ 7 ]          |
| 6   | Magic: The Gathering – Duels of the Planeswalkers 2013 | 1 de setembro de 2013   | 15 de setembro de 2013  | Yes                            | | [ 8 ]                |
| 7   | Tom Clancy's Rainbow Six: Vegas                        | 16 de setembro de 2013  | 30 de setembro de 2013  | Yes                            | Substituído por Banjo-Kazooie: Nuts & Bolts na África do Sul. | [ 8 ] [ 9 ]          |
| 8   | Might & Magic: Clash of Heroes                         | 1 de outubro de 2013    | 15 de outubro de 2013   | Yes                            | Substituído por Insanely Twisted Shadow Planet no Brasil, Japão e África do Sul. | [ 10 ]               |
| 9   | Halo 3                                                 | 16 de outubro de 2013   | 31 de outubro de 2013   | Yes                            | | [ 10 ]               |
| 10  | A World of Keflings                                    | 1 de novembro de 2013   | 15 de novembro de 2013  | Yes                            | | [ 11 ]               |
| 11  | Iron Brigade                                           | 16 de novembro de 2013  | 30 de novembro de 2013  | Yes                            | | [ 11 ]               |
| 12  | Gears of War                                           | 1 de dezembro de 2013   | 15 de dezembro de 2013  | Yes                            | Substituído por Halo Wars na Alemanha e Japão. | [ 12 ] [ 13 ]        |
| 13  | Shoot Many Robots                                      | 16 de dezembro de 2013  | 31 de dezembro de 2013  |                                | | [ 12 ]               |
| 14  | Sleeping Dogs                                          | 1 de janeiro de 2014    | 15 de janeiro de 2014   |                                | Substituído por Just Cause 2 no Japão. | [ 14 ]               |
| 15  | Lara Croft and the Guardian of Light                   | 16 de janeiro de 2014   | 31 de janeiro de 2014   | Yes                            | Substituído por Tomb Raider: Underworld no Brasil. | [ 14 ]               |
| 16  | Dead Island                                            | 1 de fevereiro de 2014  | 15 de fevereiro de 2014 |                                | Substituído por Metro 2033 na Alemanha, Sacred Citadel no Japão e Dead Island: Riptide na África do Sul. | [ 15 ] [ 16 ]        |
| 17  | Toy Soldiers: Cold War                                 | 16 de fevereiro de 2014 | 28 de fevereiro de 2014 | Yes                            | | [ 15 ]               |
| 18  | Sid Meier's Civilization Revolution                    | 1 de março de 2014      | 15 de março de 2014     | Yes                            | Substituído por Banjo-Kazooie: Nuts & Bolts no Japão. | [ 17 ] [ 18 ]        |
| 19  | Dungeon Defenders                                      | 16 de março de 2014     | 31 de março de 2014     |                                | Substituído por Banjo-Tooie no Brasil, Bangai-O HD: Missile Fury no Japão e Full House Poker na África do Sul. | [ 17 ] [ 18 ]        |
| 20  | Hitman: Absolution                                     | 1 de abril de 2014      | 15 de abril de 2014     | Yes                            | Substituído por Quantum Conundrum no Japão. | [ 19 ]               |
| 21  | Deadlight                                              | 16 de abril de 2014     | 30 de abril de 2014     |                                | | [ 19 ]               |
| 22  | Dust: An Elysian Tail                                  | 1 de maio de 2014       | 15 de maio de 2014      |                                | Substituído por The Dishwasher: Vampire Smile na Argentina. | [ 20 ] [ 21 ]        |
| 23  | Saints Row: The Third                                  | 16 de maio de 2014      | 31 de maio de 2014      | Yes                            | A versão Games on Demand inclui o Passe Online pré-instalado. Substituído por Viva Piñata no Japão. | [ 20 ] [ 21 ]        |
| 24  | Dark Souls                                             | 1 de junho de 2014      | 15 de junho de 2014     | Yes                            | Substituído por Kameo: Elements of Power no Japão. | [ 22 ] [ 23 ]        |
| 25  | Charlie Murder                                         | 16 de junho de 2014     | 30 de junho de 2014     |                                | | [ 22 ] [ 23 ]        |
| 26  | Super Street Fighter IV: Arcade Edition                | 16 de junho de 2014     | 30 de junho de 2014     | Yes                            | "Jogo bônus" para celebrar o aniversário de um ano do Games with Gold. | [ 22 ] [ 23 ]        |
| 27  | Gotham City Impostors                                  | 1 de julho de 2014      | 15 de julho de 2014     |                                | Substituído por Perfect Dark Zero no Brasil, Singapura e Japão. | [ 24 ]               |
| 28  | BattleBlock Theater                                    | 16 de julho de 2014     | 31 de julho de 2014     | Yes                            | | [ 25 ]               |
| 29  | Motocross Madness                                      | 1 de agosto de 2014     | 15 de agosto de 2014    | Yes                            | | [ 26 ]               |
| 30  | Dishonored                                             | 16 de agosto de 2014    | 31 de agosto de 2014    |                                | Substituído por Orcs Must Die! no Japão e Turquia. | [ 26 ]               |
| 31  | Monaco: What's Yours Is Mine                           | 1 de setembro de 2014   | 15 de setembro de 2014  | Yes                            | Substituído por Orcs Must Die! na África do Sul, Kameo: Elements of Power no Brasil e Castlevania: Harmony of Despair no Japão. | [ 27 ]               |
| 32  | Halo: Reach                                            | 16 de setembro de 2014  | 30 de setembro de 2014  | Yes                            | Também está incluído Hard Corps: Uprising como um jogo bônus no Japão. | [ 28 ]               |
| 33  | Battlefield: Bad Company 2                             | 1 de outubro de 2014    | 15 de outubro de 2014   | Yes                            | | [ 29 ]               |
| 34  | Darksiders II                                          | 16 de outubro de 2014   | 31 de outubro de 2014   | Yes                            | Substituído por The Maw no Japão. | [ 29 ]               |
| 35  | Viva Piñata: Trouble in Paradise                       | 1 de novembro de 2014   | 15 de novembro de 2014  | Yes                            | | [ 30 ]               |
| 36  | Red Faction: Guerrilla                                 | 16 de novembro de 2014  | 30 de novembro de 2014  |                                | | [ 30 ]               |
| 37  | The Raven: Legacy of a Master Thief                    | 1 de dezembro de 2014   | 15 de dezembro de 2014  |                                | Apenas o episódio 1 é gratuito para membros Gold. Substituído por 'Splosion Man na Austrália, Nova Zelândia e Japão. | [ 31 ]               |
| 38  | SSX                                                    | 16 de dezembro de 2014  | 31 de dezembro de 2014  | Yes                            | | [ 31 ]               |
| 39  | MX vs. ATV Alive                                       | 1 de janeiro de 2015    | 15 de janeiro de 2015   |                                | Substituído por Jetpac Refuelled no Japão. | [ 32 ]               |
| 40  | The Witcher 2: Assassins of Kings                      | 16 de janeiro de 2015   | 31 de janeiro de 2015   | Yes                            | Substituído por Comic Jumper no Japão. | [ 32 ] [ 33 ]        |
| 41  | Brothers: A Tale of Two Sons                           | 1 de fevereiro de 2015  | 15 de fevereiro de 2015 |                                | | [ 34 ]               |
| 42  | Sniper Elite V2                                        | 16 de fevereiro de 2015 | 28 de fevereiro de 2015 | Yes                            | | [ 34 ]               |
| 43  | Tomb Raider                                            | 1 de março de 2015      | 15 de março de 2015     |                                | Substituído por The Dishwasher: Vampire Smile no Japão. | [ 35 ]               |
| 44  | BioShock Infinite                                      | 16 de março de 2015     | 31 de março de 2015     | Yes                            | Substituído por Banjo-Kazooie na Eslováquia e Perfect Dark Zero na Arábia Saudita e nos Emirados Árabes Unidos. | [ 35 ]               |
| 45  | Gears of War: Judgment                                 | 1 de abril de 2015      | 15 de abril de 2015     | Yes                            | Substituído por Halo Wars no Japão. | [ 36 ]               |
| 46  | Terraria                                               | 1 de abril de 2015      | 15 de abril de 2015     |                                | Indisponível no Japão. | [ 36 ]               |
| 47  | Assassin's Creed IV: Black Flag                        | 16 de abril de 2015     | 30 de abril de 2015     | Yes                            | Indisponível no Japão. | [ 36 ]               |
| 48  | Army of Two: The Devil's Cartel                        | 16 de abril de 2015     | 30 de abril de 2015     |                                | Substituído por Joy Ride Turbo na Coreia. | [ 36 ]               |
| 49  | Mafia II                                               | 1 de maio de 2015       | 15 de maio de 2015      | Yes                            | Substituído por Mutant Storm Empire no Japão. | [ 37 ]               |
| 50  | F1 2013                                                | 16 de maio de 2015      | 31 de maio de 2015      |                                | | [ 37 ]               |
| 51  | Just Cause 2                                           | 1 de junho de 2015      | 15 de junho de 2015     | Yes                            | | [ 38 ]               |
| 52  | Thief                                                  | 16 de junho de 2015     | 30 de junho de 2015     |                                | Substituído por Hexic 2 no Japão. | [ 38 ]               |
| 53  | Plants vs. Zombies                                     | 1 de julho de 2015      | 15 de julho de 2015     | Yes                            | Substituído por Zuma's Revenge na África do Sul e Coreia. | [ 39 ]               |
| 54  | Gears of War 3                                         | 16 de julho de 2015     | 31 de julho de 2015     | Yes                            | Substituído por Shadowrun no Japão. | [ 39 ]               |
| 55  | Metro 2033                                             | 1 de agosto de 2015     | 15 de agosto de 2015    |                                | | [ 40 ]               |
| 56  | Metro: Last Light                                      | 16 de agosto de 2015    | 31 de agosto de 2015    |                                | Substituído por Perfect Dark Zero no Japão. | [ 40 ]               |
| 57  | Battlestations: Pacific                                | 1 de setembro de 2015   | 15 de setembro de 2015  | Yes                            | Substituído por Full House Poker no Japão e Comic Jumper na Coreia. | [ 41 ]               |
| 58  | Crysis 3                                               | 16 de setembro de 2015  | 30 de setembro de 2015  | Yes                            | | [ 41 ]               |
| 59  | Metal Gear Solid V: Ground Zeroes                      | 1 de outubro de 2015    | 15 de outubro de 2015   |                                | | [ 42 ]               |
| 60  | The Walking Dead: The Complete First Season            | 16 de outubro de 2015   | 31 de outubro de 2015   | Yes                            | O episódio 1 foi gratuito para todos os membros do Xbox Live como o jogo base, mas os episódios 2 ao 4, juntamente com a DLC 400 Days, foram gratuitos para os membros Gold. Substituído por 'Splosion Man no Japão. | [ 42 ]               |
| 61  | DiRT 3                                                 | 1 de novembro de 2015   | 15 de novembro de 2015  | Yes                            | O VIP Pass DLC também foi gratuito para membros Gold. | [ 43 ]               |
| 62  | Dungeon Siege III                                      | 16 de novembro de 2015  | 30 de novembro de 2015  | Yes                            | Substituído por Joy Ride Turbo no Brasil e Coreia. | [ 43 ]               |
| 63  | CastleStorm                                            | 1 de dezembro de 2015   | 15 de dezembro de 2015  | Yes                            | | [ 44 ]               |
| 64  | Sacred 3                                               | 16 de dezembro de 2015  | 31 de dezembro de 2015  | Yes                            | | [ 44 ]               |
| 65  | Operation Flashpoint: Dragon Rising                    | 16 de dezembro de 2015  | 31 de dezembro de 2015  | Yes                            | | [ 44 ]               |
| 66  | DiRT: Showdown                                         | 1 de janeiro de 2016    | 15 de janeiro de 2016   | Yes                            | | [ 45 ]               |
| 67  | Deus Ex: Human Revolution                              | 16 de janeiro de 2016   | 31 de janeiro de 2016   | Yes                            | Substituído por Joy Ride Turbo no Japão. | [ 45 ]               |
| 68  | Sacred Citadel                                         | 1 de fevereiro de 2016  | 15 de fevereiro de 2016 | Yes                            | | [ 46 ]               |
| 69  | Gears of War 2                                         | 16 de fevereiro de 2016 | 29 de fevereiro de 2016 | Yes                            | Substituído por Banjo Kazooie Nuts and Bolts na Alemanha. | [ 46 ] [ 47 ]        |
| 70  | Supreme Commander 2                                    | 1 de março de 2016      | 15 de março de 2016     | Yes                            | | [ 48 ]               |
| 71  | Borderlands                                            | 16 de março de 2016     | 31 de março de 2016     | Yes                            | | [ 48 ]               |
| 72  | Dead Space                                             | 1 de abril de 2016      | 15 de abril de 2016     | Yes                            | | [ 49 ]               |
| 73  | Saints Row IV                                          | 16 de abril de 2016     | 30 de abril de 2016     | Yes                            | | [ 49 ]               |
| 74  | Grid 2                                                 | 1 de maio de 2016       | 15 de maio de 2016      | Yes                            | | [ 50 ]               |
| 75  | Peggle                                                 | 16 de maio de 2016      | 31 de maio de 2016      | Yes                            | | [ 50 ]               |
| 76  | Super Meat Boy                                         | 1 de junho de 2016      | 15 de junho de 2016     | Yes                            | | [ 51 ]               |
| 77  | XCOM: Enemy Unknown                                    | 16 de junho de 2016     | 30 de junho de 2016     | Yes                            | Substituído por The Maw no Japão. | [ 51 ]               |
| 78  | Tom Clancy's Rainbow Six: Vegas 2                      | 1 de julho de 2016      | 15 de julho de 2016     | Yes                            | | [ 52 ]               |
| 79  | Tron: Evolution                                        | 16 de julho de 2016     | 31 de julho de 2016     | Yes                            | | [ 52 ]               |
| 80  | Spelunky                                               | 1 de agosto de 2016     | 15 de agosto de 2016    | Yes                            | | [ 53 ]               |
| 81  | Beyond Good & Evil HD                                  | 16 de agosto de 2016    | 31 de agosto de 2016    | Yes                            | Substituído por Viva Piñata na Coreia do Sul. | [ 53 ]               |
| 82  | Forza Horizon                                          | 1 de setembro de 2016   | 15 de setembro de 2016  | Yes                            | | [ 54 ]               |
| 83  | Mirror's Edge                                          | 16 de setembro de 2016  | 30 de setembro de 2016  | Yes                            | Substituído por 'Splosion Man na África do Sul. | [ 54 ]               |
| 84  | MX vs. ATV Reflex                                      | 1 de outubro de 2016    | 15 de outubro de 2016   | Yes                            | Substituído por Viva Piñata: Trouble in Paradise no Japão e Coreia do Sul. No Brasil, o jogo foi liberado mas apresentou erro de trava de região ao ser executado no Xbox 360 e até hoje não foi corrigido. No Xbox One, o jogo funciona perfeitamente. | [ 55 ]               |
| 85  | I Am Alive                                             | 16 de outubro de 2016   | 31 de outubro de 2016   | Yes                            | Substituído por Jetpac Refuelled no Japão e Coreia do Sul. | [ 55 ]               |
| 86  | The Secret of Monkey Island: Special Edition           | 1 de novembro de 2016   | 15 de novembro de 2016  | Yes                            | Substituído por Comic Jumper no Japão e Coreia do Sul. | [ 56 ]               |
| 87  | Far Cry 3: Blood Dragon                                | 16 de novembro de 2016  | 30 de novembro de 2016  | Yes                            | Substituído por Toy Soldiers no Japão e Coreia do Sul. | [ 56 ]               |
| 88  | Outland                                                | 1 de dezembro de 2016   | 15 de dezembro de 2016  | Yes                            | | [ 57 ]               |
| 89  | Burnout Paradise                                       | 16 de dezembro de 2016  | 31 de dezembro de 2016  | Yes                            | Substituído por Viva Piñata no Japão. | [ 57 ]               |
| 90  | The Cave                                               | 1 de janeiro de 2017    | 15 de janeiro de 2017   | Yes                            | Substituído por Hexic 2 no Japão. | [ 58 ]               |
| 91  | Rayman Origins                                         | 16 de janeiro de 2017   | 31 de janeiro de 2017   | Yes                            | Substituído por Ms. Splosion Man no Japão. | [ 58 ]               |
| 92  | Monkey Island 2 Special Edition: LeChuck's Revenge     | 1 de fevereiro de 2017  | 15 de fevereiro de 2017 | Yes                            | | [ 59 ]               |
| 93  | Star Wars: The Force Unleashed                         | 16 de fevereiro de 2017 | 28 de fevereiro de 2017 | Yes                            | Substituído por Kameo: Elements of Power no Japão. | [ 59 ]               |
| 94  | Borderlands 2                                          | 1 de março de 2017      | 15 de março de 2017     | Yes                            | Substituído por Hardwood Spades no Japão. | [ 60 ]               |
| 95  | Heavy Weapon                                           | 16 de março de 2017     | 31 de março de 2017     | Yes                            | | [ 60 ]               |
| 96  | Darksiders                                             | 1 de abril de 2017      | 15 de abril de 2017     | Yes                            | | [ 61 ]               |
| 97  | Assassin's Creed: Revelations                          | 16 de abril de 2017     | 30 de abril de 2017     | Yes                            | Substituído por 'Splosion Man no Japão. | [ 61 ]               |
| 98  | Star Wars: The Force Unleashed II                      | 1 de maio de 2017       | 15 de maio de 2017      | Yes                            | Substituído por Perfect Dark Zero no Japão. | [ 62 ]               |
| 99  | Lego Star Wars: The Complete Saga                      | 16 de maio de 2017      | 31 de maio de 2017      | Yes                            | Substituído por Hardwood Backgammon no Japão. | [ 62 ]               |
| 100 | Assassin's Creed III                                   | 1 de junho de 2017      | 15 de junho de 2017     | Yes                            | Substituído por Hardwood Hearts no Japão. | [ 63 ]               |
| 101 | Dragon Age: Origins                                    | 16 de junho de 2017     | 30 de junho de 2017     | Yes                            | Substituído por Battleblock Theater no Japão, Rússia e Polônia. | [ 63 ]               |
| 102 | Kane & Lynch 2: Dog Days                               | 1 de julho de 2017      | 15 de julho de 2017     | Yes                            | Substituído por A Kingdom for Keflings no Japão. | [ 64 ]               |
| 103 | LEGO Pirates of the Caribbean: The Video Game          | 16 de julho de 2017     | 31 de julho de 2017     | Yes                            | Substituído por Comic Jumper: The Adventures of Captain Smiley no Japão. | [ 64 ]               |
| 104 | Bayonetta                                              | 1 de agosto de 2017     | 15 de agosto de 2017    | Yes                            | | [ 65 ]               |
| 105 | Red Faction: Armageddon                                | 16 de agosto de 2017    | 31 de agosto de 2017    | Yes                            | Substituído por Banjo-Kazooie no Japão. | [ 65 ]               |
| 106 | Hydro Thunder Hurricane                                | 1 de setembro de 2017   | 15 de setembro de 2017  | Yes                            | | [ 66 ]               |
| 107 | Battlefield 3                                          | 16 de setembro de 2017  | 30 de setembro de 2017  | Yes                            | | [ 66 ]               |
| 108 | Rayman 3 HD                                            | 1 de outubro de 2017    | 15 de outubro de 2017   | Yes                            | Substituído por 'Splosion Man no Japão. | [ 67 ]               |
| 109 | Medal of Honor: Airborne                               | 16 de outubro de 2017   | 31 de outubro de 2017   | Yes                            | | [ 67 ]               |
| 110 | NiGHTS into Dreams                                     | 1 de novembro de 2017   | 15 de novembro de 2017  | Yes                            | Substituído por Lumines Live! na Coreia do Sul. | [ 68 ]               |
| 111 | Deadfall Adventures                                    | 16 de novembro de 2017  | 30 de novembro de 2017  | Yes                            | Substituído por Hardwood Backgammon na Coreia do Sul. | [ 68 ]               |
| 112 | Child of Eden                                          | 1 de dezembro de 2017   | 15 de dezembro de 2017  | Yes                            | Substituído por Lumines Live! no Japão. | [ 69 ]               |
| 113 | Marlow Briggs and the Mask of Death                    | 16 de dezembro de 2017  | 31 de dezembro de 2017  | Yes                            | | [ 69 ]               |
| 114 | Tomb Raider: Underworld                                | 1 de janeiro de 2018    | 15 de janeiro de 2018   | Yes                            | Substituído por The Maw no Japão. | [ 70 ]               |
| 115 | Army of Two                                            | 16 de janeiro de 2018   | 31 de janeiro de 2018   | Yes                            | Substituído por A Kingdom for Keflings na Alemanha. | [ 70 ]               |
| 116 | Split/Second                                           | 1 de fevereiro de 2018  | 15 de fevereiro de 2018 | Yes                            | Substituído por Banjo-Kazooie: Nuts & Bolts no Japão e Battleblock Theater na Coreia do Sul. | [ 71 ]               |
| 117 | Crazy Taxi                                             | 16 de fevereiro de 2018 | 28 de fevereiro de 2018 | Yes                            | | [ 71 ]               |
| 118 | Brave: The Video Game                                  | 1 de março de 2018      | 15 de março de 2018     | Yes                            | Substituído por Battleblock Theater no Japão e Coreia do Sul. | [ 72 ]               |
| 119 | Quantum Conundrum                                      | 16 de março de 2018     | 31 de março de 2018     | Yes                            | | [ 72 ]               |
| 120 | Cars 2: The Video Game                                 | 1 de abril de 2018      | 15 de abril de 2018     | Yes                            | Substituído por Battleblock Theater no Japão e Coreia do Sul. | [ 73 ]               |
| 121 | Dead Space 2                                           | 16 de abril de 2018     | 30 de abril de 2018     | Yes                            | Substituído por Lumines Live! no Japão. | [ 73 ]               |
| 122 | Sega Vintage Collection: Streets of Rage               | 1 de maio de 2018       | 15 de maio de 2018      | Yes                            | Substituído por BattleBlock Theater na Coreia do Sul. | [ 74 ]               |
| 123 | Vanquish                                               | 16 de maio de 2018      | 31 de maio de 2018      | Yes                            | Substituído por Ilomilo na Coreia do Sul. | [ 74 ]               |
| 124 | Sonic & All-Stars Racing Transformed                   | 1 de junho de 2018      | 15 de junho de 2018     | Yes                            | Substituído por Lumines Live! no Japão. | [ 75 ]               |
| 125 | LEGO Indiana Jones 2: The Adventure Continues          | 16 de junho de 2018     | 30 de junho de 2018     | Yes                            | Substituído por 'Splosion Man no Japão, Coreia do Sul, Singapura e Índia. | [ 75 ]               |
| 126 | Virtua Fighter 5 Final Showdown                        | 1 de julho de 2018      | 15 de julho de 2018     | Yes                            | Substituído por Ms. 'Splosion Man na Argentina, Israel, Arábia Saudita, Eslováquia, Coreia do Sul, Turquia e nos Emirados Árabes Unidos. | [ 76 ]               |
| 127 | Tom Clancy's Splinter Cell: Conviction                 | 16 de julho de 2018     | 31 de julho de 2018     | Yes                            | Substituído por Joy Ride Turbo no Japão. | [ 76 ]               |
| 128 | Dead Space 3                                           | 1 de agosto de 2018     | 15 de agosto de 2018    | Yes                            | Substituído por Ms. 'Splosion Man no Japão. | [ 77 ]               |
| 129 | Epic Mickey 2: The Power of Two                        | 16 de agosto de 2018    | 31 de agosto de 2018    | Yes                            | Substituído por Insanely Twisted Shadow Planet na Coreia do Sul e Japão. | [ 77 ]               |
| 130 | LEGO Star Wars III: The Clone Wars                     | 1 de setembro de 2018   | 15 de setembro de 2018  | Yes                            | | [ 78 ]               |
| 131 | Sega Vintage Collection: Monster World                 | 16 de setembro de 2018  | 30 de setembro de 2018  | Yes                            | Substituído por The Maw em Israel. | [ 78 ]               |
| 132 | Stuntman: Ignition                                     | 1 de outubro de 2018    | 15 de outubro de 2018   | Yes                            | Substituído por Ms. 'Splosion Man na Argentina, Brasil, Chile, Grécia, Hungria, Israel, Japão, Polônia, Rússia, Arábia Saudita, Eslováquia e África do Sul. | [ 79 ]               |
| 133 | Hitman: Blood Money                                    | 16 de outubro de 2018   | 31 de outubro de 2018   | Yes                            | Substituído por Banjo-Kazooie: Nuts & Bolts no Japão e África do Sul. | [ 80 ]               |
| 134 | Assassin's Creed                                       | 1 de novembro de 2018   | 15 de novembro de 2018  | Yes                            | Substituído por The Maw na Eslováquia. | [ 81 ]               |
| 135 | Dante's Inferno                                        | 16 de novembro de 2018  | 30 de novembro de 2018  | Yes                            | Substituído por The Maw em Israel, Turquia, Eslováquia, e África do Sul. | [ 81 ]               |
| 136 | Dragon Age II                                          | 1 de dezembro de 2018   | 15 de dezembro de 2018  | Yes                            | Substituído por The Maw no Brasil, Eslováquia, Arábia Saudita, Israel, Turquia, Japão e Taiwan. | [ 82 ]               |
| 137 | Mercenaries: Playground of Destruction                 | 16 de dezembro de 2018  | 31 de dezembro de 2018  | Yes                            | Título do Xbox original. Substituído por The Maw no Japão. | [ 82 ]               |
| 138 | Lara Croft and the Guardian of Light                   | 1 de janeiro de 2019    | 15 de janeiro de 2019   | Yes                            | | [ 83 ]               |
| 139 | Far Cry 2                                              | 16 de janeiro de 2019   | 31 de janeiro de 2019   | Yes                            | Substituído por The Maw no Japão. | [ 83 ]               |
| 140 | Assassin's Creed: Rogue                                | 1 de fevereiro de 2019  | 15 de fevereiro de 2019 | Yes                            | Substituído por Ms. Splosion Man no Japão. | [ 84 ]               |
| 141 | Star Wars Jedi Knight: Jedi Academy                    | 16 de fevereiro de 2019 | 28 de fevereiro de 2019 | Yes                            | Título do Xbox original. Substituído por The Maw no Japão. | [ 84 ]               |
| 142 | Star Wars Republic Commando                            | 1 de março de 2019      | 15 de março de 2019     | Yes                            | Título do Xbox original. Substituído por Ms. Splosion Man no Japão. | [ 85 ]               |
| 143 | Metal Gear Rising: Revengeance                         | 16 de março de 2019     | 31 de março de 2019     | Yes                            | Substituído por The Maw no Japão. | [ 85 ]               |
| 144 | Star Wars: Battlefront II                              | 1 de abril de 2019      | 15 de abril de 2019     | Yes                            | Título do Xbox original. Substituído por Ms. Splosion Man no Japão e África do Sul. | [ 86 ]               |
| 145 | Tom Clancy's Ghost Recon Advanced Warfighter 2         | 16 de abril de 2019     | 30 de abril de 2019     | Yes                            | Substituído por The Maw no Japão, Israel, Eslováquia e África do Sul. | [ 86 ]               |
| 146 | Earth Defense Force: Insect Armageddon                 | 1 de maio de 2019       | 15 de maio de 2019      | Yes                            | Substituído por Ms. Splosion Man in Japão, Coreia do Sul, Eslováquia, Israel, Singapura, Turquia e África do Sul. | [ 87 ]               |
| 147 | Comic Jumper                                           | 16 de maio de 2019      | 31 de maio de 2019      | Yes                            | | [ 87 ]               |
| 148 | Portal: Still Alive                                    | 1 de junho de 2019      | 15 de junho de 2019     | Yes                            | Substituído por The Maw na África do Sul. | [ 88 ]               |
| 149 | Earth Defense Force 2017                               | 16 de junho de 2019     | 30 de junho de 2019     | Yes                            | | [ 88 ]               |
| 150 | Castlevania: Symphony of the Night                     | 1 de julho de 2019      | 15 de julho de 2019     | Yes                            | Substituído por The Maw na África do Sul e Brasil. | [ 89 ]               |
| 151 | Meet the Robinsons                                     | 16 de julho de 2019     | 31 de julho de 2019     | Yes                            | Substituído por Ms. Splosion Man no Japão e Singapura. | [ 89 ]               |
| 152 | Torchlight                                             | 1 de agosto de 2019     | 15 de agosto de 2019    | Yes                            | | [ 90 ]               |
| 153 | Castlevania: Lords of Shadow                           | 16 de agosto de 2019    | 31 de agosto de 2019    | Yes                            | No Brasil, Castlevania: Symphony of the Night também foi oferecido como um jogo adicional no mesmo período, devido a sua falta na Live brasileira no mês anterior. Após uma campanha maciça dos fãs brasileiros do jogo, o game foi liberado. A alegação da ausência dele era que o jogo não tinha a classificação indicativa do Ministério da Justiça. Konami e Microsoft uniram esforços e conseguiram o documento. | [ 90 ] [ 91 ] [ 92 ] |
| 154 | Earth Defense Force 2025                               | 1 de setembro de 2019   | 15 de setembro de 2019  | Yes                            | Substituído por The Maw na Coreia do Sul. | [ 93 ]               |
| 155 | Tekken Tag Tournament 2                                | 16 de setembro de 2019  | 30 de setembro de 2019  | Yes                            | Substituído por Ms. Splosion Man na África do Sul. | [ 93 ]               |
| 156 | Disney's Bolt                                          | 1 de outubro de 2019    | 15 de outubro de 2019   | Yes                            | Substituído por The Maw no Japão e Cingapura. | [ 94 ]               |
| 157 | Ninja Gaiden 3: Razor's Edge                           | 16 de outubro de 2019   | 31 de outubro de 2019   | Yes                            | Substituído por Ms. Splosion Man na Nova Zelândia, Rússia e África do Sul. | [ 94 ]               |
| 158 | Star Wars: Jedi Starfighter                            | 1 de novembro de 2019   | 15 de novembro de 2019  | Yes                            | Título do Xbox original. | [ 95 ]               |
| 159 | Joy Ride Turbo                                         | 16 de novembro de 2019  | 30 de novembro de 2019  | Yes                            | | [ 95 ]               |
| 160 | Toy Story 3: The Game                                  | 1 de dezembro de 2019   | 15 de dezembro de 2019  | Yes                            | | [ 96 ]               |
| 161 | Castlevania: Lords of Shadow – Mirror of Fate HD       | 16 de dezembro de 2019  | 31 de dezembro de 2019  | Yes                            | Substituído por The Maw na África do Sul. | [ 96 ]               |
| 162 | Tekken 6                                               | 1 de janeiro de 2020    | 15 de janeiro de 2020   | Yes                            | | [ 97 ]               |
| 163 | LEGO Star Wars II                                      | 16 de janeiro de 2020   | 31 de janeiro de 2020   | Yes                            | | [ 97 ]               |
| 164 | Fable Heroes                                           | 1 de fevereiro de 2020  | 15 de fevereiro de 2020 | Yes                            | | [ 98 ]               |
| 165 | Star Wars Battlefront                                  | 16 de fevereiro de 2020 | 29 de fevereiro de 2020 | Yes                            | Título do Xbox original. | [ 98 ]               |
| 166 | Castlevania: Lords of Shadow 2                         | 1 de março de 2020      | 15 de março de 2020     | Yes                            | | [ 99 ]               |
| 167 | Sonic Generations                                      | 16 de março de 2020     | 31 de março de 2020     | Yes                            | | [ 99 ]               |
| 168 | Fable Anniversary                                      | 1 de abril de 2020      | 15 de abril de 2020     | Yes                            | | [ 100 ]              |
| 169 | Toybox Turbos                                          | 16 de abril de 2020     | 30 de abril de 2020     | Yes                            | No Brasil, ele seria substituído por Blinx: The Time Sweeper, mas a Microsoft decidiu voltar atrás, manteve Toybox Turbos e adicionou o game ao catálogo de jogos do serviço. Além disso, ela enviou uma mensagem para todos os usuários do Xbox Live pedindo desculpas pelo ocorrido. | [ 100 ]              |

## Xbox One
Ao contrário dos lançamentos do Xbox 360 do Games with Gold, os usuários do Xbox One precisam manter suas assinaturas do Xbox Live Gold para manter o acesso aos títulos baixados. Se a assinatura do usuário acabar, o acesso será suspenso até que a assinatura seja restabelecida ou o jogo seja adquirido imediatamente.
A partir de julho de 2015, a Microsoft anunciou a expansão do programa Games With Gold para oferecer oficialmente dois jogos por mês para o Xbox One, assim como com o Xbox 360. Cada jogo será oferecido por um mês inteiro, com um jogo disponível o primeiro dia do mês até o último dia do mês e o segundo jogo a partir do dia 16 do mês até o dia 15 do mês seguinte. Isso foi uma mudança em relação à política anterior: quando o programa começou a incluir os jogos do Xbox One, ele começou com dois jogos, girando-os para que cada mês incluísse um novo jogo e um jogo que haviam sido oferecidos no mês anterior.
|     | Jogo                                                  | Data de adição          | Data de remoção         | Otimizado para Xbox One X | Notas | Ref.          |
| --- | ----------------------------------------------------- | ----------------------- | ----------------------- | ------------------------- | --- | ------------- |
| 1   | Halo: Spartan Assault                                 | 3 de junho de 2014      | 31 de julho de 2014     |                           | | [ 22 ] [ 23 ] |
| 2   | Max: The Curse of Brotherhood                         | 3 de junho de 2014      | 31 de julho de 2014     |                           | | [ 22 ] [ 23 ] |
| 3   | Guacamelee! Super Turbo Championship Edition          | 2 de julho de 2014      | 31 de julho de 2014     |                           | | [ 101 ]       |
| 4   | Crimson Dragon                                        | 1 de agosto de 2014     | 31 de outubro de 2014   |                           | | [ 102 ]       |
| 5   | Strike Suit Zero: Director's Cut                      | 1 de agosto de 2014     | 31 de agosto de 2014    |                           | | [ 26 ]        |
| 6   | Super Time Force                                      | 1 de setembro de 2014   | 30 de setembro de 2014  |                           | | [ 28 ]        |
| 7   | Chariot                                               | 1 de outubro de 2014    | 30 de novembro de 2014  |                           | | [ 29 ]        |
| 8   | Völgarr the Viking                                    | 1 de novembro de 2014   | 31 de dezembro de 2014  |                           | Substituído por uma versão completa de Powerstar Golf na Alemanha, Rússia, Coreia, Japão, Taiwan, Austrália, Nova Zelândia e Brasil. | [ 30 ]        |
| 9   | Worms Battlegrounds                                   | 1 de dezembro de 2014   | 28 de fevereiro de 2015 |                           | Substituído por Max: The Curse of Brotherhood no Japão e Rússia. | [ 31 ]        |
| 10  | D4: Dark Dreams Don't Die                             | 1 de janeiro de 2015    | 30 de janeiro de 2015   |                           | | [ 32 ]        |
| 11  | #IDARB                                                | 1 de fevereiro de 2015  | 31 de março de 2015     |                           | | [ 34 ]        |
| 12  | Rayman Legends                                        | 1 de março de 2015      | 30 de abril de 2015     |                           | Substituído por Max: The Curse of Brotherhood no Japão. | [ 35 ]        |
| 13  | Pool Nation FX                                        | 1 de abril de 2015      | 30 de junho de 2015     |                           | Indisponível no Japão. | [ 36 ]        |
| 14  | Child of Light                                        | 1 de abril de 2015      | 30 de abril de 2015     |                           | | [ 36 ]        |
| 15  | CastleStorm: Definitive Edition                       | 1 de maio de 2015       | 31 de maio de 2015      |                           | Substituído por Max: The Curse of Brotherhood no Japão. | [ 37 ]        |
| 16  | Massive Chalice                                       | 1 de junho de 2015      | 15 de julho de 2015     |                           | | [ 38 ]        |
| 17  | Assassin's Creed IV: Black Flag                       | 1 de julho de 2015      | 31 de julho de 2015     |                           | Substituído por Halo: Spartan Assault no Japão. | [ 103 ]       |
| 18  | So Many Me                                            | 16 de julho de 2015     | 15 de agosto de 2015    |                           | | [ 39 ]        |
| 19  | Metal Gear Solid V: Ground Zeroes                     | 1 de agosto de 2015     | 31 de agosto de 2015    |                           | | [ 40 ]        |
| 20  | How To Survive: Storm Warning Edition                 | 16 de agosto de 2015    | 15 de setembro de 2015  |                           | | [ 40 ]        |
| 21  | The Deer God                                          | 1 de setembro de 2015   | 30 de setembro de 2015  |                           | | [ 41 ]        |
| 22  | Tomb Raider: Definitive Edition                       | 16 de setembro de 2015  | 15 de outubro de 2015   |                           | Substituído por Max: The Curse of Brotherhood no Japão. | [ 41 ]        |
| 23  | Valiant Hearts: The Great War                         | 1 de outubro de 2015    | 31 de outubro de 2015   |                           | | [ 42 ]        |
| 24  | The Walking Dead: The Complete First Season           | 16 de outubro de 2015   | 15 de novembro de 2015  |                           | Todos os 5 episódios, mais a DLC 400 Days, estão incluídos. Substituído por LocoCycle no Japão. | [ 42 ]        |
| 25  | Pneuma: Breath of Life                                | 1 de novembro de 2015   | 30 de novembro de 2015  |                           | | [ 43 ]        |
| 26  | Knight Squad                                          | 16 de novembro de 2015  | 15 de dezembro de 2015  |                           | | [ 43 ]        |
| 27  | The Incredible Adventures of Van Helsing              | 1 de dezembro de 2015   | 31 de dezembro de 2015  |                           | | [ 44 ]        |
| 28  | Thief                                                 | 16 de dezembro de 2015  | 15 de janeiro de 2016   |                           | Substituído por Max: The Curse of Brotherhood no Japão. | [ 44 ]        |
| 29  | Killer Instinct Season 1 Ultra Edition                | 1 de janeiro de 2016    | 31 de janeiro de 2016   | Yes                       | Também está incluído Killer Instinct Classic. | [ 45 ]        |
| 30  | Zheros                                                | 16 de janeiro de 2016   | 15 de fevereiro de 2016 |                           | | [ 45 ]        |
| 31  | Hand of Fate                                          | 1 de fevereiro de 2016  | 29 de fevereiro de 2016 |                           | | [ 46 ]        |
| 32  | Styx: Master of Shadows                               | 16 de fevereiro de 2016 | 15 de março de 2016     |                           | | [ 46 ]        |
| 33  | Sherlock Holmes: Crimes & Punishments                 | 1 de março de 2016      | 31 de março de 2016     |                           | | [ 48 ]        |
| 34  | Lords of the Fallen                                   | 16 de março de 2016     | 15 de abril de 2016     |                           | | [ 48 ]        |
| 35  | The Wolf Among Us                                     | 1 de abril de 2016      | 30 de abril de 2016     |                           | Todos os 5 episódios estão incluídos. | [ 49 ]        |
| 36  | Sunset Overdrive                                      | 16 de abril de 2016     | 15 de maio de 2016      |                           | | [ 49 ]        |
| 37  | Defense Grid 2                                        | 1 de maio de 2016       | 31 de maio de 2016      |                           | Substituído por Kalimba no Japão. | [ 50 ]        |
| 38  | Costume Quest 2                                       | 16 de maio de 2016      | 15 de junho de 2016     |                           | Substituído por SlashDash no Japão, África do Sul e Singapura. | [ 50 ]        |
| 39  | Goat Simulator                                        | 1 de junho de 2016      | 30 de junho de 2016     |                           | A Xbox Store australiana lista este jogo como deixando o Games With Gold em 15 de junho, e não ficará até 30 de junho, como afirma o Major Nelson em seu blog.                                                                                        | [ 51 ]        |
| 40  | The Crew                                              | 16 de junho de 2016     | 15 de julho de 2016     |                           | | [ 51 ]        |
| 41  | The Banner Saga 2                                     | 1 de julho de 2016      | 31 de julho de 2016     |                           | Substituído por Max: The Curse of Brotherhood no Japão. | [ 52 ]        |
| 42  | Tumblestone                                           | 16 de julho de 2016     | 15 de agosto de 2016    |                           | | [ 52 ]        |
| 43  | Warriors Orochi 3 Ultimate                            | 1 de agosto de 2016     | 31 de agosto de 2016    |                           | As versões em inglês, japonês, Hong Kong/Taiwan e chinês eram gratuitas para os membros Gold em suas respectivas lojas. | [ 53 ]        |
| 44  | WWE 2K16                                              | 16 de agosto de 2016    | 15 de setembro de 2016  |                           | Substituído por The Banner Saga 2 no Japão. | [ 53 ]        |
| 45  | Earthlock: Festival of Magic                          | 1 de setembro de 2016   | 30 de setembro de 2016  |                           | | [ 54 ]        |
| 46  | Assassin's Creed Chronicles: China                    | 16 de setembro de 2016  | 15 de outubro de 2016   |                           | | [ 54 ]        |
| 47  | Super Mega Baseball: Extra Innings                    | 1 de outubro de 2016    | 31 de outubro de 2016   |                           | | [ 55 ]        |
| 48  | The Escapists                                         | 16 de outubro de 2016   | 15 de novembro de 2016  |                           | | [ 55 ]        |
| 49  | Super Dungeon Bros                                    | 1 de novembro de 2016   | 30 de novembro de 2016  |                           | | [ 56 ]        |
| 50  | Murdered: Soul Suspect                                | 16 de novembro de 2016  | 15 de dezembro de 2016  |                           | | [ 56 ]        |
| 51  | Sleeping Dogs: Definitive Edition                     | 1 de dezembro de 2016   | 31 de dezembro de 2016  |                           | Substituído por Kalimba na Alemanha e Max: The Curse of Brotherhood no Japão. | [ 57 ]        |
| 52  | Outlast                                               | 16 de dezembro de 2016  | 15 de janeiro de 2017   |                           | Substituído por Kalimba no Japão. | [ 57 ]        |
| 53  | World of Van Helsing: Deathtrap                       | 1 de janeiro de 2017    | 31 de janeiro de 2017   |                           | | [ 58 ]        |
| 54  | Killer Instinct Season 2 Ultra Edition                | 16 de janeiro de 2017   | 15 de fevereiro de 2017 | Yes                       | Também está incluído Killer Instinct 2 Classic. | [ 58 ]        |
| 55  | Lovers in a Dangerous Spacetime                       | 1 de fevereiro de 2017  | 28 de fevereiro de 2017 |                           | | [ 59 ]        |
| 56  | Project CARS                                          | 16 de fevereiro de 2017 | 15 de março de 2017     |                           | | [ 59 ]        |
| 57  | Layers of Fear                                        | 1 de março de 2017      | 31 de março de 2017     |                           | | [ 60 ]        |
| 58  | Evolve: Ultimate Edition                              | 16 de março de 2017     | 15 de abril de 2017     |                           | | [ 60 ]        |
| 59  | Ryse: Son of Rome                                     | 1 de abril de 2017      | 30 de abril de 2017     |                           | | [ 61 ]        |
| 60  | The Walking Dead: Season Two                          | 16 de abril de 2017     | 15 de maio de 2017      |                           | Todos os 5 episódios estão incluídos. Substituído por Max: The Curse of Brotherhood no Japão e The Banner Saga 2 na Coreia do Sul. | [ 61 ]        |
| 61  | Giana Sisters: Twisted Dreams – Director's Cut        | 1 de maio de 2017       | 31 de maio de 2017      |                           | | [ 62 ]        |
| 62  | Lara Croft and the Temple of Osiris                   | 16 de maio de 2017      | 15 de junho de 2017     |                           | | [ 62 ]        |
| 63  | SpeedRunners                                          | 1 de junho de 2017      | 30 de junho de 2017     |                           | | [ 63 ]        |
| 64  | Watch Dogs                                            | 16 de junho de 2017     | 15 de julho de 2017     |                           | Substituído por Zoo Tycoon no Japão. | [ 63 ]        |
| 65  | Grow Up                                               | 1 de julho de 2017      | 31 de julho de 2017     |                           | | [ 64 ]        |
| 66  | Runbow                                                | 16 de julho de 2017     | 15 de agosto de 2017    |                           | | [ 64 ]        |
| 67  | Slime Rancher                                         | 1 de agosto de 2017     | 31 de agosto de 2017    | Yes                       | Substituído por Cobalt no Japão e Coreia do Sul. | [ 65 ]        |
| 68  | Trials Fusion                                         | 16 de agosto de 2017    | 15 de setembro de 2017  |                           | | [ 65 ]        |
| 69  | Forza Motorsport 5                                    | 1 de setembro de 2017   | 30 de setembro de 2017  |                           | Inclui o TopGear car pack. | [ 66 ]        |
| 70  | Oxenfree                                              | 16 de setembro de 2017  | 15 de outubro de 2017   |                           | Substituído pela versão completa de Powerstar Golf no Japão e LocoCycle na Índia e Hong Kong. | [ 66 ]        |
| 71  | Gone Home: Console Edition                            | 1 de outubro de 2017    | 31 de outubro de 2017   |                           | Substituído por Slime Rancher no Japão e Kalimba em Taiwan. | [ 67 ]        |
| 72  | The Turing Test                                       | 16 de outubro de 2017   | 15 de novembro de 2017  |                           | | [ 67 ]        |
| 73  | Trackmania Turbo                                      | 1 de novembro de 2017   | 30 de novembro de 2017  |                           | | [ 68 ]        |
| 74  | Tales from the Borderlands                            | 16 de novembro de 2017  | 15 de dezembro de 2017  |                           | Todos os 5 episódios estão incluídos, com o episódio 1 como o jogo base. Substituído por Kalimba no Japão e Coreia do Sul. | [ 68 ]        |
| 75  | Warhammer: End Times – Vermintide                     | 1 de dezembro de 2017   | 31 de dezembro de 2017  | Yes                       | Substituído por LocoCycle no Japão e alterado para Cobalt no segundo. | [ 69 ]        |
| 76  | Back to the Future: The Game 30th Anniversary Edition | 16 de dezembro de 2017  | 15 de janeiro de 2018   |                           | Todos os 5 episódios estão incluídos. Substituído por Magic 2015 no Japão e Coreia do Sul. | [ 69 ]        |
| 77  | The Incredible Adventures of Van Helsing III          | 1 de janeiro de 2018    | 31 de janeiro de 2018   | Yes                       | Substituído por Kalimba na Coreia do Sul. | [ 70 ]        |
| 78  | Zombi                                                 | 16 de janeiro de 2018   | 15 de fevereiro de 2018 |                           | Substituído pela versão completa de Powerstar Golf na Coreia do Sul. | [ 70 ]        |
| 79  | Shadow Warrior                                        | 1 de fevereiro de 2018  | 28 de fevereiro de 2018 |                           | Substituído por Cobalt na Coreia do Sul e Kalimba no Japão. | [ 71 ]        |
| 80  | Assassin's Creed Chronicles: India                    | 16 de fevereiro de 2018 | 15 de março de 2018     |                           | | [ 71 ]        |
| 81  | Trials of the Blood Dragon                            | 1 de março de 2018      | 31 de março de 2018     |                           | | [ 72 ]        |
| 82  | Superhot                                              | 16 de março de 2018     | 15 de abril de 2018     |                           | Planejado para ser substituído por Kalimba no Japão e Taiwan e The Incredible Adventures of Van Helsing III na Coreia do Sul, mas não substituído. | [ 72 ]        |
| 83  | The Witness                                           | 1 de abril de 2018      | 30 de abril de 2018     |                           | | [ 73 ]        |
| 84  | Assassin's Creed Syndicate                            | 16 de abril de 2018     | 15 de maio de 2018      |                           | | [ 73 ]        |
| 85  | Super Mega Baseball 2                                 | 1 de maio de 2018       | 31 de maio de 2018      | Yes                       | | [ 74 ]        |
| 86  | Metal Gear Solid V: The Phantom Pain                  | 16 de maio de 2018      | 15 de junho de 2018     |                           | Substituído por Kalimba na Coreia do Sul. | [ 74 ]        |
| 87  | Assassin's Creed Chronicles: Russia                   | 1 de junho de 2018      | 30 de junho de 2018     |                           | | [ 75 ]        |
| 88  | Smite                                                 | 16 de junho de 2018     | 15 de julho de 2018     |                           | Pacote Gold para usar com Smite free-to-play. Substituído por Kalimba no Japão, Coreia do Sul e Taiwan. | [ 75 ]        |
| 89  | Assault Android Cactus                                | 1 de julho de 2018      | 31 de julho de 2018     | Yes                       | Substituído por LocoCycle no Japão e Zoo Tycoon: Ultimate Animal Collection na Coreia do Sul. | [ 76 ]        |
| 90  | Death Squared                                         | 16 de julho de 2018     | 15 de agosto de 2018    |                           | Substituído por Kalimba no Japão e Coreia do Sul. | [ 76 ]        |
| 91  | Forza Horizon 2                                       | 1 de agosto de 2018     | 31 de agosto de 2018    |                           | Inclui o Pacote de Carros do Aniversário de Dez Anos do Forza Horizon 2 (Forza 10th anniversary car pack). | [ 77 ]        |
| 92  | For Honor                                             | 16 de agosto de 2018    | 15 de setembro de 2018  | Yes                       | | [ 77 ]        |
| 93  | Prison Architect                                      | 1 de setembro de 2018   | 30 de setembro de 2018  | Yes                       | | [ 78 ]        |
| 94  | Livelock                                              | 16 de setembro de 2018  | 15 de outubro de 2018   | Yes                       | Substituído por Kalimba em Singapura e Japão. | [ 78 ]        |
| 95  | Overcooked!                                           | 1 de outubro de 2018    | 31 de outubro de 2018   | Yes                       | | [ 79 ]        |
| 96  | Victor Vran                                           | 16 de outubro de 2018   | 15 de novembro de 2018  | Yes                       | Substituído por Max: The Curse of Brotherhood em Singapura e Japão. | [ 79 ]        |
| 97  | Battlefield 1                                         | 1 de novembro de 2018   | 30 de novembro de 2018  | Yes                       | | [ 81 ]        |
| 98  | Race the Sun                                          | 16 de novembro de 2018  | 15 de dezembro de 2018  |                           | Substituído por Cobalt na Alemanha e pulado no Japão. | [ 81 ]        |
| 99  | Q.U.B.E. 2                                            | 1 de dezembro de 2018   | 31 de dezembro de 2018  | Yes                       | | [ 82 ]        |
| 100 | Never Alone (Kishima Ingitchuna)                      | 16 de dezembro de 2018  | 15 de janeiro de 2019   |                           | | [ 82 ]        |
| 101 | Celeste                                               | 1 de janeiro de 2019    | 31 de janeiro de 2019   |                           | Substituído por Cobalt na Índia. | [ 83 ]        |
| 102 | WRC 6                                                 | 16 de janeiro de 2019   | 15 de fevereiro de 2019 |                           | Substituído por Race the Sun na Coreia do Sul e Japão. | [ 83 ]        |
| 103 | Bloodstained: Curse of the Moon                       | 1 de fevereiro de 2019  | 28 de fevereiro de 2019 |                           | Substituído por Race the Sun na Austrália e Cobalt na Nova Zelândia. | [ 84 ]        |
| 104 | Super Bomberman R                                     | 16 de fevereiro de 2019 | 15 de março de 2019     |                           | | [ 84 ]        |
| 105 | Adventure Time: Pirates of the Enchiridion            | 1 de março de 2019      | 31 de março de 2019     |                           | Substituído por Race the Sun no Japão e Cobalt na Coreia do Sul e Taiwan. | [ 85 ]        |
| 106 | Plants vs. Zombies: Garden Warfare 2                  | 16 de março de 2019     | 15 de abril de 2019     |                           | | [ 85 ]        |
| 107 | The Technomancer                                      | 1 de abril de 2019      | 30 de abril de 2019     |                           | | [ 86 ]        |
| 108 | Outcast: Second Contact                               | 16 de abril de 2019     | 15 de maio de 2019      |                           | Substituído por Race the Sun no Japão. | [ 86 ]        |
| 109 | Marooners                                             | 1 de maio de 2019       | 31 de maio de 2019      |                           | | [ 87 ]        |
| 110 | The Golf Club 2019 featuring PGA Tour                 | 16 de maio de 2019      | 15 de junho de 2019     | Yes                       | | [ 87 ]        |
| 111 | NHL 19                                                | 1 de junho de 2019      | 30 de junho de 2019     | Yes                       | Substituído por Race the Sun em Singapura. | [ 88 ]        |
| 112 | Rivals of Aether                                      | 16 de junho de 2019     | 15 de julho de 2019     | Yes                       | Substituído por Cobalt no Japão. | [ 88 ]        |
| 113 | INSIDE                                                | 1 de julho de 2019      | 31 de julho de 2019     | Yes                       | Substituído por Race the Sun no Japão. | [ 89 ]        |
| 114 | Big Crown: Showdown                                   | 16 de julho de 2019     | 15 de agosto de 2019    | Yes                       | Substituído por Cobalt no Japão. | [ 89 ]        |
| 115 | Gears of War 4                                        | 1 de agosto de 2019     | 31 de agosto de 2019    | Yes                       | | [ 90 ]        |
| 116 | Forza Motorsport 6                                    | 16 de agosto de 2019    | 15 de setembro de 2019  |                           | Incluído o Pacote de Carros Aniversário de 10 Anos do Forza Motorsport 6. | [ 90 ]        |
| 117 | Hitman: The Complete First Season                     | 1 de setembro de 2019   | 30 de setembro de 2019  | Yes                       | O jogo base era gratuito para todos os membros do Xbox Live, mas os episódios 1 a 6, juntamente com o episódio de bônus de verão, eram gratuitos para os membros Gold. Substituído por Cobalt em Hong Kong, Macau, Cingapura, Coreia do Sul e Taiwan. | [ 93 ]        |
| 118 | We Were Here                                          | 16 de setembro de 2019  | 15 de outubro de 2019   |                           | | [ 93 ]        |
| 119 | Tembo the Badass Elephant                             | 1 de outubro de 2019    | 31 de outubro de 2019   |                           | Substituído por Cobalt no Japão. | [ 94 ]        |
| 120 | Friday the 13th: The Game                             | 16 de outubro de 2019   | 15 de novembro de 2019  |                           | | [ 94 ]        |
| 121 | Sherlock Holmes: The Devil's Daughter                 | 1 de novembro de 2019   | 30 de novembro de 2019  |                           | Substituído por Kalimba no Japão. | [ 95 ]        |
| 122 | The Final Station                                     | 16 de novembro de 2019  | 15 de dezembro de 2019  |                           | Substituído por Cobalt no Japão. | [ 95 ]        |
| 123 | Insane Robots                                         | 1 de dezembro de 2019   | 31 de dezembro de 2019  | Yes                       | Substituído por Kalimba no Japão. | [ 96 ]        |
| 124 | Jurassic World Evolution                              | 16 de dezembro de 2019  | 15 de janeiro de 2020   | Yes                       | Substituído por Cobalt em Singapura. | [ 96 ]        |
| 125 | Styx: Shards of Darkness                              | 1 de janeiro de 2020    | 31 de janeiro de 2020   |                           | | [ 97 ]        |
| 126 | Batman: The Telltale Series                           | 16 de janeiro de 2020   | 15 de fevereiro de 2020 |                           | | [ 97 ]        |
| 127 | TT Isle of Man                                        | 1 de fevereiro de 2020  | 29 de fevereiro de 2020 | Yes                       | | [ 98 ]        |
| 128 | Call of Cthulhu                                       | 16 de fevereiro de 2020 | 15 de março de 2020     | Yes                       | | [ 98 ]        |
| 129 | Batman: The Enemy Within – The Complete Season        | 1 de março de 2020      | 31 de março de 2020     |                           | | [ 99 ]        |
| 130 | Shantae: Half-Genie Hero                              | 16 de março de 2020     | 15 de abril de 2020     |                           | | [ 99 ]        |
| 131 | Project CARS 2                                        | 1 de abril de 2020      | 30 de abril de 2020     | Yes                       | Substituído por Asdivine Hearts II no Japão. | [ 100 ]       |
| 132 | Knights of Pen and Paper Bundle                       | 16 de abril de 2020     | 15 de maio de 2020      |                           | | [ 100 ]       |